# Vecinos (pel·lícula de 1981)
Vecinos és una pel·lícula espanyola del gènere comèdia dirigida el 1981 per Alberto Bermejo Rodríguez, la primera pel·lícula del seu realitzador amb guió fet per ell mateix, que intenta descriure en clau de comèdia les relacions sentimentals de parella en una gran ciutat.

## Sinopsi
Luis i Aurora són una parella que fa una vida tranquila a les rodalies de Madrid. L'arribada d'un nou veí, Antonio, sacseja les seves vides. Mentre que Luis el considera un corcó que posa la música alta, no saluda i apareix en moments inoportuns per demanar alguna cosa, Aurora el considera amable i servicial i aviat entaula una relació amistosa.

## Repartiment
- Antonio Resines - Luis
- Assumpta Serna - Aurora
- Mario Pardo - Antonio

## Premis
37a edició de les Medalles del Cercle d'Escriptors Cinematogràfics
| Categoria     | Persona        | Resultat   |
| ------------- | -------------- | ---------- |
| Millor actriu | Assumpta Serna | Guanyadora |